# Jean-Noël Ferrari
Jean-Noël Ferrari (Niza, 7 de septiembre de 1974) es un deportista francés que compitió en esgrima, especialista en la modalidad de florete.
Participó en dos Juegos Olímpicos de Verano, obteniendo una medalla de oro en Sídney 2000, en la prueba por equipos (junto con Brice Guyart, Patrice Lhôtellier y Lionel Plumenail), y el quinto lugar en Atenas 2004, en la misma prueba.
Ganó cuatro medallas en el Campeonato Mundial de Esgrima entre los años 1998 y 2002, y tres medallas en el Campeonato Europeo de Esgrima, en los años 1997 y 2003.

## Palmarés internacional
| Juegos Olímpicos   | Juegos Olímpicos          | Juegos Olímpicos  | Juegos Olímpicos    |
| Año                | Lugar                     | Medalla           | Prueba              |
| ------------------ | ------------------------- | ----------------- | ------------------- |
| 2000               | Sídney (Australia)        | Medalla de oro    | Florete por equipos |
| Campeonato Mundial |                           |                   |                     |
| Año                | Lugar                     | Medalla           | Prueba              |
| 1998               | La Chaux-de-Fonds (Suiza) | Medalla de plata  | Florete por equipos |
| 1999               | Seúl (Corea del Sur)      | Medalla de oro    | Florete por equipos |
| 2001               | Nimes (Francia)           | Medalla de oro    | Florete por equipos |
| 2002               | Lisboa (Portugal)         | Medalla de plata  | Florete por equipos |
| Campeonato Europeo |                           |                   |                     |
| Año                | Lugar                     | Medalla           | Prueba              |
| 1997               | Gdansk (Polonia)          | Medalla de bronce | Florete individual  |
| 2003               | Bourges (Francia)         | Medalla de oro    | Florete por equipos |
| 2003               | Bourges (Francia)         | Medalla de bronce | Florete individual  |